# Anna Sidorowa
Anna Władimirowna Sidorowa (ros. А́нна Влади́мировна Си́дорова; ur. 6 lutego 1991 w Moskwie) – rosyjska curlerka.
Karierę sportową zaczęła w wieku 6 lat jako łyżwiarka figurowa. Z powodu kontuzji kostki w wieku lat 13 musiała zrezygnować z uprawiania tej dyscypliny sportu. Aby pozostać czynną sportsmenką za namową znajomych postanowiła zostać curlerką, sport ten uprawia od 2004.
Już po 4 latach jako rezerwowa wystąpiła na Mistrzostwach Europy Mikstów 2008, zagrała w dwóch meczach. Reprezentacja zajęła 4. miejsce. Brała udział także w rywalizacji juniorów, w 2009 była kapitanem drużyny na Zimowym Festiwalu Młodzieży oraz drugą na Mistrzostwach Świata Juniorów. W obydwu imprezach uplasowała się tuż za podium.
W 2009 Anna Sidorowa stanęła na czele drugiego zespołu rosyjskiego który, okazał się lepszy od zespołu pierwszego. Sukces ten spowodował początkowo, że Anna Sidorowa została rezerwową na Mistrzostwach Europy 2009. W rzeczywistości pełniła przez cały turniej funkcję trzeciej i wiceskipa. Później wystąpiła na Zimowych Igrzyskach Olimpijskich w Vancouver. Rosjanki zajęły odległe 9. miejsce.
Na początku 2011 będąc kapitanem drużyny juniorskiej i uniwersyteckiej wywalczyła brązowy medal Mistrzostw Świata Juniorów (w małym finale pokonała 9:3 szwedzki zespół Jonny McManus) oraz srebro Uniwersjady. W finale lepsze okazały się Brytyjki (Anna Sloan).
W sezonie 2011/2012 dołączyła do drużyny Ludmiły Priwiwkowej, początkowo była wiceskipem. Jednak później na Mistrzostwach Europy 2011, rozgrywanych w rodzinnej Moskwie to Sidorowa przejęła funkcję kapitana. Rosjanki po barażu dotarły do fazy finałowej, przegrały 6:9 mecz przeciwko Szkocji (Eve Muirhead), ostatecznie zdobyły brązowe medale zwyciężając 13:7 nad Dunkami (Lene Nielsen). Anna dowodziła również zespołem na Mistrzostwach Świata Juniorów 2012. Rosjanki podobnie jak rok wcześniej pokonując 7:4 Szwedki (Sara McManus) zdobyły brązowe medale. Gorszą dyspozycję zespół z Moskwy pokazał na MŚ 2012, gdzie z 4 wygranymi i 7 porażkami zajął 9. miejsce. Słaby wyniki nie przełoży się na kwalifikacje do ZIO 2014, gdzie Rosjanki wystąpią jako gospodynie turnieju.
Sidorowa po pierwszy tytuł mistrzowski na arenie międzynarodowej sięgnęła podczas Mistrzostw Europy 2012. Rosjanki w finale pokonały Szkotki (Eve Muirhead), które broniły medali zdobytych w Moskwie. Mecz zakończył się po dogrywce wynikiem 6:5. W odbywających się później MŚ 2013 Rosjanki zajęły 6. miejsce odpadając z rywalizacji po pierwszej rundzie baraży.
Zawodniczki z Moskwy nie zdołały obronić tytułów mistrzyń Europy na turnieju w 2013. Po rozgrywkach w rundzie grupowej miały 6 wygranych meczów i 3 porażki, bilans ten pozwolił im uczestniczyć w meczu barażowym przeciwko Danii (Lene Nielsen). Rosjanki dodatkowy mecz przegrały wynikiem 3:7 i zostały sklasyfikowane na 5. pozycji. W odbywającej się później Uniwersjadzie Rosjanki nie odniosły porażki i zdobyły złoto. W fazie play-off pokonały 7:2 Brytyjki (Hannah Fleming) i 8:4 Koreanki (Kim Ji-sun).
Rosjanki były gospodyniami turnieju olimpijskiego w 2014. Zespół Anny Sidorowej wygrał trzy z dziewięciu meczów i został sklasyfikowany na 9. miejscu. Ekipa z Moskwy lepiej zaprezentowała się w odbywających się później mistrzostwach świata. Reprezentantki Rosji z 3. miejsca awansowały do fazy finałowej, w pierwszym meczu uległy Koreankom (Kim Ji-sun) 5:9. Rosjanki w tych zawodach zdobyły pierwsze medale mistrzostw świata, w małym finale zrewanżowały się zawodniczkom z Korei Południowej. Anna Sidorowa wygrała 10. end dwoma kamieniami, doprowadziła do dogrywki, którą przejęła jednym kamieniem. Mecz zakończył się wynikiem 7:6.
W rundzie grupowej Mistrzostw Europy 2014 Rosjanki dowodzone przez Sidorową nie doznały porażki. W górnym meczu Page play-off uległy 5:6 Szwajcarkom (Binia Feltscher), po wygranej w półfinale przeciwko Danii (Lene Nielsen) ponownie mierzyły się ze szwajcarską drużyną. Decydującą częścią gry był 8. end, w którym Szwajcarki wyszły na 4-punktowe prowadzenie, w następnym Sidorowa miała szansę odrobić 3 punkty, jednak jej kamień po wybiciu odtoczył się za daleko guzika. Ostatecznie Rosjanki zdobyły srebrne medale, mecz zakończył się wynikiem 7:8. Rok 2015 ekipa Sidorowej rozpoczęła od triumfu podczas Zimowej Uniwersjady 2015 w finale pokonując 9:8 Kanadyjki (Breanne Meakin). Następnie podczas Mistrzostw Świata Rosjanki zdeklasowały w meczu o brąz reprezentację Szkocji (Eve Muirhead) wygrywając 13:4.
Sidorowa ponownie reprezentowała kraj w listopadowych Mistrzostwach Europy 2015. Rosjanki wygrały rozgrywki rundy grupowej, w półfinale pokonały 6:5 Dunki (Lene Nielsen). W finale Sidorowa ponownie zmierzyła się ze szkocką drużyną Eve Muirhead, Rosjanki wynikiem 6:4 zdobyły złote medale. Drużyna Sidorowej sezon 2015/2016 zakończyła trzecim z rzędu brązowym medalem mistrzostw świata, tym razem w małym finale pokonała 8:7 gospodynie (Chelsea Carey).
Studiuje na wydziale Historii Prawa i Nauk Politycznych na Rosyjskim Uniwersytecie Humanistycznym.

## Drużyna
- Anna Sidorowa – skip
- Margarita Fomina – trzecia
- Aleksandra Raewa – druga
- Nkeirouka Ezech – otwierająca
- Alina Kowalowa – rezerwowa

## Wielki Szlem
| Turniej                | 2011/2012 | 2012/2013 | 2013/2014 | 2014/2015 |
| ---------------------- | --------- | --------- | --------- | --------- |
| Autumn Gold            | x         | A         | x         | A         |
| Manitoba Lotteries     | A         | A         | QF        | A*        |
| Colonial Square        | A*        | SF        | A         | A         |
| Masters                | A*        | x         | x         | x         |
| Canadian Open          | –         | –         | –         | A         |
| Players’ Championships | A         | QF        | A         | A         |

| –  | = turniej nie odbył się                          |
| A  | = nie uczestniczyła                              |
| x  | = nie zakwalifikowała się do fazy finałowej      |
| QF | = ćwierćfinał                                    |
| SF | = półfinał                                       |
| F  | = finał                                          |
| W  | = zwycięstwo                                     |
| *  | = turniej niezaliczany do cyklu Wielkiego Szlema |